# ویلهلمسبورگ (هامبورگ)
ویلهلمسبورگ (به آلمانی: Hamburg-Wilhelmsburg) یک منطقهٔ مسکونی در آلمان است که در هامبورگ واقع شده‌است. ویلهلمسبورگ ۴۹٬۱۳۲ نفر جمعیت دارد.